# Refaat Alareer
Refaat Alareer (in arabo رفعت العرعير‎?, Rifaʿat al-ʿAriʿīr; Shuja'iyya, 23 settembre 1979 – Striscia di Gaza, 6 dicembre 2023) è stato un poeta e attivista palestinese.
Durante la sua carriera, insegnò letteratura e scrittura creativa all'Università Islamica di Gaza e co-fondò We Are Not Numbers, un'organizzazione per mettere in contatto autori esperti internazionali con giovani scrittori di Gaza, promuovendo la narrazione come strumento di resistenza palestinese.
Il 6 dicembre 2023, Alareer perse la vita insieme a suo fratello, sua sorella e i suoi tre figli in un attacco aereo israeliano nel nord di Gaza durante l'invasione israeliana della Striscia di Gaza del 2023. L'organizzazione no-profit per la protezione dei diritti umani Euro-Med Monitor rilasciò una dichiarazione in cui afferma che Alareer fosse stato deliberatamente preso di mira, "bombardato chirurgicamente dall'intero edificio", e che l'attacco aereo fosse arrivato dopo settimane di "minacce di morte che Refaat ha ricevuto online e per telefono da account israeliani".

## Primi anni e formazione
Refaat Alareer nacque il 23 settembre 1979 a Shuja'iyya, quartiere di Gaza, a quel tempo occupata da Israele. Crescere a Gaza, ha sottolineato, significa che "ogni mossa che ho fatto e ogni decisione che ho preso sono state influenzate (di solito negativamente) dall'occupazione israeliana".
Nel 2001 si laureò in letteratura inglese presso l'Università islamica di Gaza e proseguì gli studi con un master presso l'University College di Londra nel 2007. In seguito ottenne un dottorato di ricerca in Letteratura inglese presso l'Università Putra Malaysia nel 2017 con una tesi su John Donne intitolata "Unframing John Donne's Transgressive Poetry in Light of Bakhtin's Dialogic Theories".

## Carriera
Alareer ha curato due volumi di racconti palestinesi, Gaza Writes Back (2014) e Gaza Unsilenced (2015). In un'intervista ha dichiarato: "Gaza Writes Back è stato un tentativo di fornire una testimonianza per le generazioni future". Nel 2007, Alareer è diventato professore all'Università islamica di Gaza, dove ha insegnato letteratura mondiale e scrittura creativa, con particolare attenzione a Shakespeare. Ha anche esplorato l'opera del poeta israeliano Yehuda Amichai, che definì "bello ma pericoloso". Ha co-fondato l'organizzazione We Are Not Numbers, un programma di tutoraggio che mette in contatto scrittori a Gaza con autori internazionali.
Durante la crisi israelo-palestinese del 2021, scrisse un articolo d'opinione sul New York Times sulla guerra in corso nella Striscia di Gaza, concludendolo con una conversazione con sua figlia di 8 anni.
Durante la guerra Israele-Hamas del 2023, Alareer è apparso sui media sulla BBC, Democracy Now! e ABC News. All'indomani dell'attacco contro Israele guidato da Hamas nel 2023, ha descritto l'attacco come "legittimo e morale" paragonandolo alla rivolta del ghetto di Varsavia. Ha anche respinto le accuse secondo cui Hamas avrebbe commesso violenze sessuali durante l'attacco del 7 ottobre in quanto menzogne utilizzate per "giustificare il genocidio di Gaza".
Secondo il New York Times, Alareer era noto in Israele per i suoi commenti fortemente critici nei confronti di Israele in classe come online. In risposta all'affermazione, poi rivelatasi falsa, secondo cui Hamas avrebbe ucciso un bambino mettendolo in un forno, ha risposto su Twitter "con o senza lievito?". Il suo risentimento nei confronti di Israele aumentò dopo l’uccisione di suo fratello in un attacco aereo israeliano durante la guerra del 2014, e dal fatto che il blocco israeliano su Gaza gli aveva talvolta impedito di lasciare la Striscia per studiare e insegnare all’estero.

## Vita privata
Alareer e sua moglie ebbero sei figli. Suo fratello, Hamada, così come il nonno, il fratello, la sorella e tre nipoti di sua moglie Nusayba sono stati uccisi durante la guerra di Gaza del 2014 in una campagna di bombardamenti israeliani. In totale, nei conflitti israelo-palestinesi persero la vita più di 30 parenti di Alareer e di sua moglie. Durante la crisi Israele-Palestina del 2021, Alareer ha scritto un editoriale sul New York Times in cui descriveva gli effetti sui suoi figli.
Oltre al suo impegno accademico e letterario, Alareer era anche un volontario allo zoo di Gaza, un'attività che ha proseguito anche durante la guerra del 2023.

## Morte
Alareer è stato assassinato all'età di 44 anni da un attacco aereo israeliano intorno alle 18:00 del 6 dicembre 2023 nel nord di Gaza. Si era rifiutato di lasciare il nord di Gaza all’inizio della guerra tra Israele e Hamas del 2023. Alareer lasciò la moglie e sei figli.
L'organizzazione no-profit Euro-Med Monitor ha rilasciato una dichiarazione sostenendo che Alareer sia stato deliberatamente preso di mira, affermando che l'appartamento in cui Alareer si trovava con la sua famiglia è stato "bombardato chirurgicamente dall'intero edificio in cui si trova, secondo testimoni oculari confermati e resoconti familiari". dopo settimane di minacce di morte che Alareer ha ricevuto online e telefonicamente da conti israeliani." Il rapporto Euro-Med Monitor afferma che prima della sua morte, Alareer si era rifugiato in una scuola dell'UNRWA a Gaza con sua moglie e i suoi figli, ma dopo aver ricevuto minacce telefoniche che indicavano la conoscenza della loro ubicazione, si trasferirono nell'appartamento della sorella.

### Se dovessi morire
L'ultima poesia di Alareer, Se dovessi morire (titolo originale: If I must die), ha conosciuto ampia diffusione dopo la sua morte ed è stata tradotta in più di 40 lingue.
you must live 
to tell my story, 
to sell my things 
to buy a piece of cloth 
and some strings, 
(make it white with a long tail) 
so that a child, somewhere in Gaza 
while looking heaven in the eye 
awaiting his dad who left in a blaze— 
and bid no one farewell 
not even to his flesh 
not even to himself— 
sees the kite, my kite you made, flying up above 
and thinks for a moment an angel is there 
bringing back love 
If I must die 
let it bring hope 
tu devi vivere
per raccontare la mia storia
per vendere le mie cose
per comprare un po’ di carta
e qualche filo
(fallo bianco con una lunga coda)
cosicché un bambino, da qualche parte a Gaza,
guardando il cielo negli occhi
in attesa di suo padre che
se ne andò in una fiamma
senza dare l’addio a nessuno
nemmeno alla sua stessa carne
nemmeno a se stesso
veda l’aquilone, il mio aquilone che tu hai fatto, volare là sopra
e pensi per un momento
che un angelo sia lì
a riportare amore.
Se dovessi morire,
fa che porti speranza
fa che sia un racconto!»
(Refaat Alareer, If I must die)

### Tributo
Il fondatore dell'Euro-Mediterranean Human Rights Monitor, Ramy Abdu, ha affermato che i soldati israeliani "hanno preso di mira, hanno perseguitato e ucciso la voce di Gaza, uno dei suoi migliori accademici, un essere umano, mio caro e prezioso amico".
Il poeta Mosab Abu Toha ha scritto "Il mio cuore è infranto, il mio amico e collega Refaat Alareer è stato ucciso con la sua famiglia".
Il professore palestinese-americano Sami Al-Arian ha osservato: "Era un poeta straordinario, una voce articolata per gli abitanti di Gaza e un vero ponte verso le persone fuori dalla Palestina. La sua perdita mancherà a molti in Palestina e nel mondo".

## Opere

### Curatore
- Gaza Writes Back: Short Stories from Young Writers in Gaza, Palestine, Just World Books, 2014, ISBN 978-1-935982-35-7.
- Gaza writes back. Racconti di giovani autori e autrici da Gaza, Palestina, Lorusso Editore, 2015, ISBN 978-88-941069-0-9.
- Gaza Unsilenced, Just World Books, 2015, ISBN 978-1-935982-55-5.

### Saggi
- (EN) My Child Asks, ‘Can Israel Destroy Our Building if the Power Is Out?’, in The New York Times.
- Refaat Alareer, Light in Gaza: Writings Born of Fire, AFSC and Haymarket Books, 2022,  pp. 15-28, ISBN 978-1-64259-725-7.

### Tesi di dottorato
- (EN) Alareer, Refaat, Unframing John Donne’s transgressive poetry in light of Bakhtin’s dialogic theories (PDF), Serdang, OCLC 1121182447. URL consultato il 3 gennaio 2024.